# Parque nacional Isla del Príncipe Eduardo
El parque nacional Isla del Príncipe Eduardo es un parque nacional canadiense ubicado en la isla del Príncipe Eduardo. Situado a lo largo de la costa norte de la isla, frente al Golfo de San Lorenzo. Establecido en 1937, tiene un área de 22 km².
Una extensión se añadió al parque en 1998, cuando un extenso sistema de dunas de arena en Greenwich fue trasladado desde el gobierno provincial de Parques de Canadá.

## Véase también

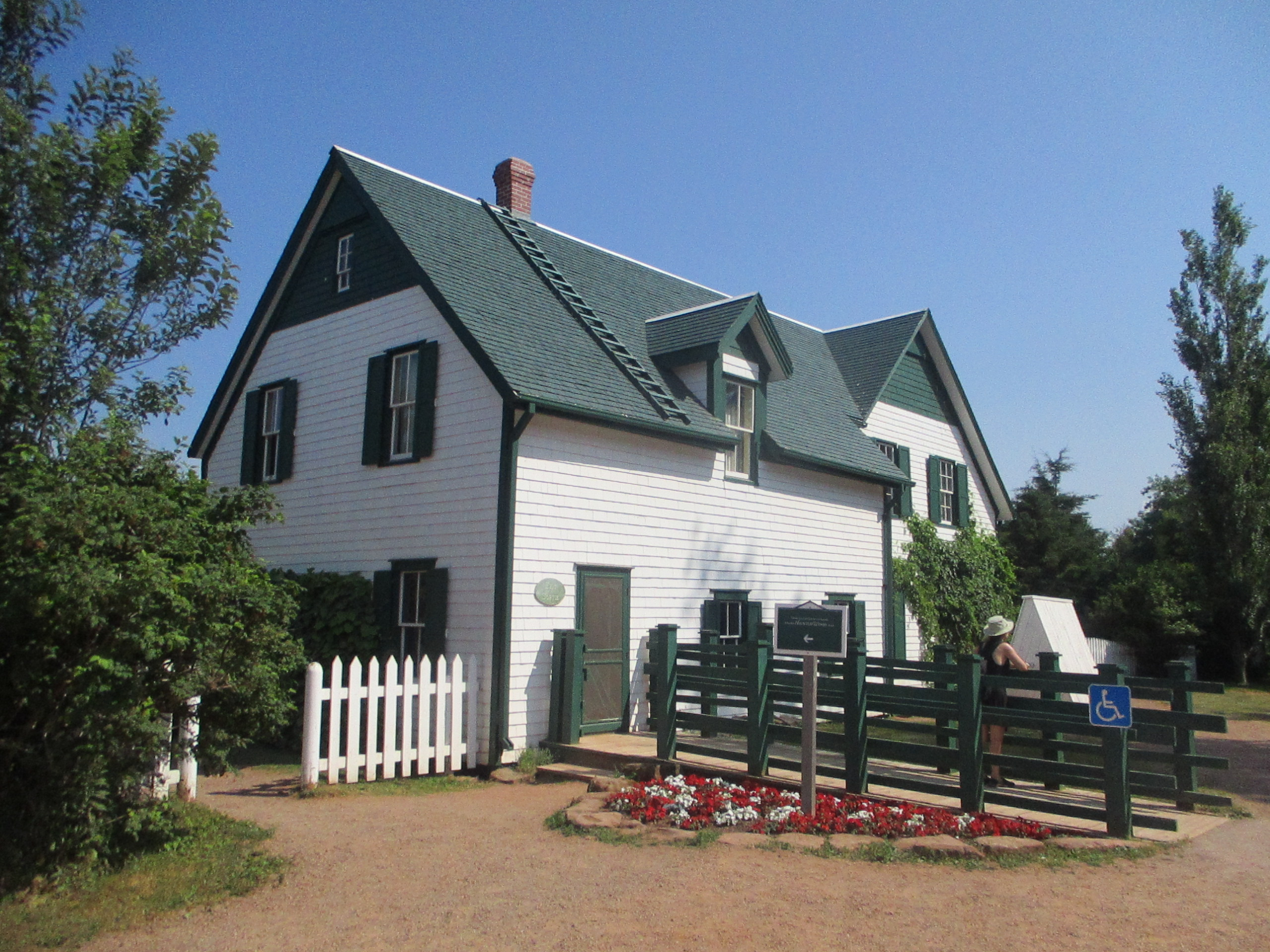
Green Gables